# Băng video

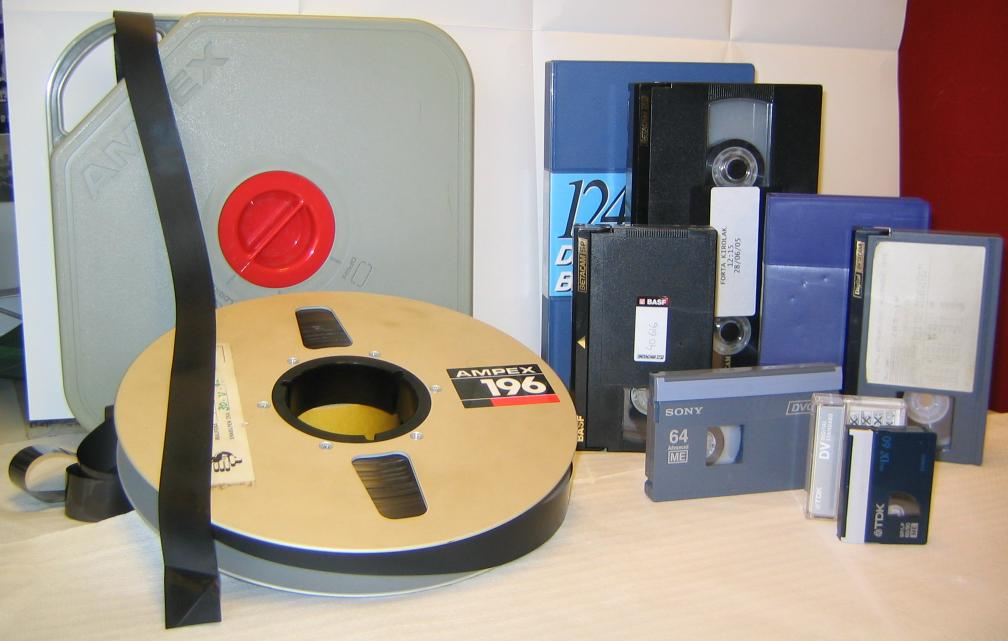
Một loại băng video

Băng video là băng từ được sử dụng để lưu trữ video và thường là âm thanh bổ sung. Thông tin được lưu trữ có thể ở dạng tín hiệu tương tự hoặc tín hiệu số. Băng video được sử dụng trong cả máy ghi băng video (VTR) hoặc thông thường hơn là máy ghi băng video cassette (VCR) và máy quay phim. Băng video cũng được sử dụng để lưu trữ dữ liệu khoa học hoặc y tế, chẳng hạn như dữ liệu được điện tâm đồ tạo ra.
Bởi vì tín hiệu video có băng thông rất cao và các đầu tĩnh sẽ yêu cầu tốc độ băng cực cao, trong hầu hết các trường hợp, đầu video quét xoắn ốc quay ngược lại băng di chuyển để ghi dữ liệu theo hai chiều.
Băng từ là một phương pháp lưu trữ thông tin tuyến tính và do đó áp đặt sự chậm trễ để truy cập vào một phần của băng chưa nằm dưới đầu từ. Đầu những năm 2000 chứng kiến sự ra đời và nổi lên của phương tiện ghi video truy cập ngẫu nhiên chất lượng cao như đĩa cứng và bộ nhớ flash. Kể từ đó, băng video đã ngày càng chỉ được dùng để lưu trữ và sử dụng với mục đích tương tự.

## Định dạng ban đầu
Bộ phận điện tử của công ty sản xuất giải trí Bing Crosby, Bing Crosby Enterprises (BCE), đã trình diễn lần đầu tiên trên thế giới về một đoạn băng video ở Los Angeles vào ngày 11 tháng 11 năm 1951. Được phát triển bởi John T. Mullin và Wayne R. Johnson từ năm 1950, thiết bị đã đưa ra những gì được mô tả là hình ảnh "mờ và không rõ ràng" bằng cách sử dụng máy ghi âm Ampex 200 đã được sửa đổi và một phần tư inch tiêu chuẩn (0,6   cm) băng âm thanh di chuyển ở 360   inch (9,1 m) mỗi giây. Một năm sau, một phiên bản cải tiến sử dụng một inch (2,54   cm) băng từ đã được trình chiếu cho báo chí, người đã bày tỏ sự kinh ngạc về chất lượng của hình ảnh mặc dù chúng có "chất lượng hạt duy trì trông giống như một hình ảnh chuyển động bị mòn". Nhìn chung, chất lượng hình ảnh vẫn được coi là kém hơn so với các bản ghi kinescope tốt nhất trên phim. Bing Crosby Enterprises hy vọng sẽ có phiên bản thương mại vào năm 1954 nhưng không có phiên bản nào xuất hiện.
BBC đã thử nghiệm từ năm 1952 đến 1958 với hệ thống băng video tuyến tính tốc độ cao có tên là VERA, nhưng điều này cuối cùng không khả thi. Nó sử dụng nửa inch (1,27 cm) băng trên cuộn 20 inch đi ở 200 inch (5,08 m) mỗi giây.
RCA đã trình diễn bản ghi băng từ của cả hai chương trình truyền hình đen trắng tại các phòng thí nghiệm tại Princeton vào ngày 1 tháng 12 năm 1953. Hệ thống băng dọc tốc độ cao, được gọi là Simplex, được phát triển từ năm 1951, có thể ghi lại và phát lại chỉ một vài phút của một chương trình truyền hình. Hệ màu được sử dụng nửa inch (1.3   cm) băng trên các cuộn 10-1 / 2 inch để ghi lại năm rãnh, mỗi bản cho màu đỏ, xanh dương, xanh lục, đồng bộ hóa và âm thanh. Hệ thống đen trắng được sử dụng một phần tư inch (0,6 cm) băng cũng trên các cuộn 10-1/2 inch với hai rãnh, một cho video và một cho âm thanh. Cả hai hệ thống chạy ở 360   inch (9,1 m / 30 feet) mỗi giây với 2.500 feet trên một cuộn. NBC thuộc sở hữu của RCA lần đầu tiên sử dụng nó trên The Jonathan Winters Show vào ngày 23 tháng 10 năm 1956 khi một chuỗi bài hát được thiết kế trước bởi Dorothy Collins có màu trong chương trình truyền hình trực tiếp.